# Tijuana (Baja California)
Tijuana (Spaanse uitspraak: [tiˈxwana]) is met haar 1,8 miljoen inwoners in 2020 de grootste stad van de Mexicaanse deelstaat Baja California. Het is de hoofdstad van de gemeente Tijuana dat 1,9 miljoen inwoners heeft en daarmee de meest bevolkte gemeente van Mexico is. De agglomeratie Tijuana, waartoe ook Playas de Rosarito en Tecate behoren, heeft 2,2 miljoen inwoners en is daarmee de op vijf na grootste urbane agglomeratie in Mexico. Tijuana is gelegen in het uiterste noordwesten van Mexico en vormt samen met San Diego de San Diego-Tijuana binationale urbane agglomeratie van ongeveer 5 miljoen inwoners.

## Stadsbeeld
Tijuana ligt even ten zuiden van San Diego en in het westen grenst de stad aan de Grote Oceaan. Tijuana wordt vaak als mengeling van het goede en slechte van Mexico gezien. Aan de ene kant staat de stad bekend om historische gebouwen en mooie stranden, maar aan de andere kant is de stad een broedplaats van drugshandel en prostitutie. Berucht was het Tijuanakartel, waarvan het gevecht tegen het Juárezkartel in 2000 geportretteerd werd in de film Traffic. De belangrijkste bronnen van inkomsten zijn naast het toerisme de industrie, voornamelijk in de vorm van maquiladora's, terwijl de laatste jaren in navolging van de economische groei in Californië ook de elektronica-industrie in opkomst is.
Doordat Tijuana zo dicht bij de Verenigde Staten ligt is het een aantrekkelijke stad voor bedrijven om grote industriële complexen te vestigen. Hierdoor is Tijuana een aantrekkelijke stad voor arme arbeiders uit Centraal- en Zuid-Mexico. Veel van deze migranten proberen illegaal de Verenigde Staten binnen te komen om daar beter betaald werk te vinden.
De luchthaven van Tijuana (General Abelardo L. Rodríguez International Airport) is bekend vanwege de landingsmanoeuvres die de vliegtuigen moeten maken, omdat ze vlak over het hek dat Mexico van de VS scheidt moeten vliegen. Tijuana is het beginpunt van de Transpeninsulaire snelweg (Federale Weg 1), die tot het zuidelijkste puntje van het schiereiland Neder-Californië reikt, en de Federale Weg 2 die naar Ciudad Juárez leidt.

## Geschiedenis
In de precolumbiaanse periode werd de omgeving van Tijuana bewoond door de Kumeyaay (Kumiai). De Portugees Juan Rodríguez Cabrillo was in 1542 de eerste Europeaan die het gebied rond Tijuana bezocht. De naam Tijuana werd voor het eerst in 1602 genoemd, de etymologie is niet duidelijk. De traditie wil dat het afkomstig is van Tía Juana, 'Tante Johanna', maar het is waarschijnlijker dat de naam een inheemse oorsprong heeft.
In de 17e eeuw werd het grotendeels door het missionariswerk van Junípero Serra in het Spaanse rijk geïncorporeerd. De stad werd na de Mexicaans-Amerikaanse oorlog een grensstad. Na de onafhankelijkheid van Mexico kende gouverneur José María Echendia van Baja California in 1829 de ranch Tijuana toe aan Santiago Arguello Moraga, waarna de stad begon te groeien. Na de Mexicaans-Amerikaanse Oorlog in 1848 werd Tijuana een grensstad.
In 1889 werd Tijuana tot stad verheven. In 1911, tijdens de Mexicaanse Revolutie, was de stad enige tijd in handen van de Mexicaanse Liberale Partij van de gebroeders Flores Magón die er een socialistische republiek poogden te stichten, maar dezen werden door het Federale Leger verdreven. Ten tijde van de drooglegging in de Verenigde Staten werd Tijuana een populaire bestemming voor Amerikanen om alcohol te drinken en werd het een centrum van alcoholsmokkel. Rond deze tijd werd Tijuana in de Verenigde Staten ook bekend om de zgn. Tijuanabijbels, pornografische stripboeken.
Na de Tweede Wereldoorlog, toen in de omgeving van Tijuana opium en andere narcotica werden verbouwd om het Amerikaanse leger van medicijnen te voorzien, werd Tijuana ook een centrum van de drugshandel. Tijuana was vooral tijdens de jaren 80 en 90 een van de gewelddadigste steden van Mexico, doch nadat drugsbaas Ramón Arellano Félix is uitgeschakeld, heeft het drugsgeweld zich meer naar het oosten (Tamaulipas) en zuiden (Sinaloa) verplaatst, hoewel Tijuana nog altijd een belangrijke doorvoerplaats voor cocaïne is. 
Tijuana is de stad waar in 1994 de presidentskandidaat van de Institutioneel Revolutionaire Partij (PRI) Luis Donaldo Colosio vermoord werd. 
In 2019 was Tijuana een van de gewelddadigste steden van de wereld, waar 134 mensen per 100.000 inwoners werden vermoord.

## Sport
Ondanks dat Tijuana de vijfde stad van Mexico is heeft de stad geen grote voetbalhistorie. Pas in 2007 werd er een profteam opgericht, Club Tijuana, dat sindsdien wel onafgebroken in de hoogste klasse speelt. De stad heeft al langer een professioneel honkbalteam, de Toros de Tijuana, dat uitkomt in de Mexican League.

## Bekende inwoners van Tijuana

### Geboren
- Rey Misterio Sr. (1958-2024), worstelaar
- Francisco Blake Mora (1966-2011), politicus
- Mayra García (1972), beachvolleyballer
- Sandra Equihua (1976), animator en schilder
- Héctor Herrera (1990), voetballer
- Miguel Sarabia (1999), beachvolleyballer

### Woonachtig (geweest)
- Julieta Venegas (1970), zangeres

### Overleden
- Juan Soldado (onbekend-1938), soldaat
- Garry Winogrand (1928-1984), Amerikaans fotograaf
- Luis Donaldo Colosio (1948-1994), politicus
- Jesús Blancornelas (1936-2006), journalist

## Folklore
Een populaire volksfiguur uit Tijuana is Juan Soldado, die in 1938 ter dood werd veroordeeld nadat hij een achtjarig meisje vermoord zou hebben. Volgens velen was hij echter onschuldig en was in werkelijkheid een commandant van hem verantwoordelijk voor de moord.
Verder was Tijuana de plaats waar chef-kok Caesar Cardini zijn restaurant had, en het was dan ook hier waar de eerste caesarsalade werd opgediend.